# جنگل‌های پست‌بوم گینه غربی
جنگل‌های پست گینه غربی (به لاتین: Western Guinean lowland forests) یک منطقهٔ مسکونی و جنگل در گینه است.